# (5484) Inoda
(5484) Inoda est un astéroïde de la ceinture principale.

## Description
(5484) Inoda est un astéroïde de la ceinture principale. Il fut découvert le 7 novembre 1990 à Oohira par Takeshi Urata. Il présente une orbite caractérisée par un demi-grand axe de 2,41 UA, une excentricité de 0,15 et une inclinaison de 12,6° par rapport à l'écliptique.

## Compléments